# Taranidaphne amphitrites
Taranidaphne amphitrites é uma espécie de gastrópode do gênero Taranidaphne, pertencente a família Raphitomidae.